# Gran Premio di Monaco 1966
Il Gran Premio di Monaco 1966 fu una gara di Formula 1, disputatasi il 22 maggio 1966 sul Circuito di Montecarlo. Fu la prima prova del mondiale 1966 e vide la vittoria di Jackie Stewart su BRM, seguito da Lorenzo Bandini e da Graham Hill.
Le vetture con Motore BRM e Climax utilizzavano ancora i motori V8 della stagione precedente con cilindrata elevata da 1,5 litri a 2 litri o addirittura, come nel caso di Hulme, il vetusto 4 cilindri 2500 anni cinquanta.
Bandini invece si schierò, a differenza di Surtees, con la Ferrari 246 con motore V6 2400 cm³.
In questa gara esordì anche la McLaren, un nuovo team guidato dal suo fondatore Bruce McLaren. L'esordio fu sfortunato a causa dei problemi di sviluppo di un motore Ford tipo 406 di derivazione di serie, già sviluppato per Indianapolis con cilindrata ridotta a 2995 cm³ dai 4200 originari. Il progetto si rivelò fallimentare sia per la potenza (meno di 300  CV) sia per l'affidabilità.

## Qualifiche
| Pos | N. | Pilota          | Costruttore             | Scuderia                    | Tempo  | Distacco |
| --- | -- | --------------- | ----------------------- | --------------------------- | ------ | -------- |
| 1   | 4  | Jim Clark       | Lotus 33 -Climax        | Team Lotus                  | 1:29.9 | -        |
| 2   | 17 | John Surtees    | Ferrari 312             | Scuderia Ferrari SpA SEFAC  | 1:30.1 | +0.2     |
| 3   | 12 | Jackie Stewart  | BRM P261                | Owen Racing Organisation    | 1:30.3 | +0.4     |
| 4   | 11 | Graham Hill     | BRM P261                | Owen Racing Organisation    | 1:30.4 | +0.5     |
| 5   | 16 | Lorenzo Bandini | Ferrari 246             | Scuderia Ferrari SpA SEFAC  | 1:30.5 | +0.6     |
| 6   | 8  | Denny Hulme     | Brabham BT11/22-Climax  | Brabham Racing Organisation | 1:31.1 | +1.2     |
| 7   | 10 | Jochen Rindt    | Cooper T81 -Maserati    | Cooper Car Company          | 1:32.2 | +2.3     |
| 8   | 15 | Bob Anderson    | Brabham BT11-Climax     | DW Racing Entreprises       | 1:32.5 | +2.6     |
| 9   | 9  | Richie Ginther  | Cooper T81-Maserati     | Cooper Car Company          | 1:32.6 | +2.7     |
| 10  | 2  | Bruce McLaren   | McLaren M2B-Ford 406 V8 | Bruce McLaren Motor Racing  | 1:32.8 | +2.9     |
| 11  | 7  | Jack Brabham    | Brabham BT 19-Repco     | Brabham Racing Organisation | 1:32.8 | +2.9     |
| 12  | 6  | Mike Spence     | Lotus 25/33 -BRM        | Reg Parnell Racing          | 1:33.5 | +3.6     |
| 13  | 14 | Jo Siffert      | Brabham BT11-BRM        | RRC Walker Racing Team      | 1:34.4 | +4.5     |
| 14  | 18 | Jo Bonnier      | Cooper T81 - Maserati   | Joakim Bonnier Racing Team  | 1:35.0 | +5.1     |
| 15  | 21 | Guy Ligier      | Cooper T81-Maserati     | Privato                     | 1:35.2 | +5.3     |
| 16  | 19 | Bob Bondurant   | BRM P261                | Team Chamaco-Collect        | 1:37.3 | +7.4     |

## Gara
| Pos | N. | Pilota          | Costruttore/Motore      | Giri | Tempo/Ritiro     | Griglia | Punti |
| --- | -- | --------------- | ----------------------- | ---- | ---------------- | ------- | ----- |
| 1   | 12 | Jackie Stewart  | BRM P261                | 100  | 2:33:10.5        | 3       | 9     |
| 2   | 16 | Lorenzo Bandini | Ferrari 246             | 100  | + 40.2           | 5       | 6     |
| 3   | 11 | Graham Hill     | BRM P261                | 99   | + 1 Giro         | 4       | 4     |
| 4   | 19 | Bob Bondurant   | BRM P261                | 95   | + 5 Giri         | 16      | 3     |
| Ret | 9  | Richie Ginther  | Cooper T81-Maserati     | 80   | Trasmissione     | 9       |       |
| NC  | 21 | Guy Ligier      | Cooper T81-Maserati     | 75   | Non classificato | 15      |       |
| NC  | 18 | Jo Bonnier      | Cooper T81 - Maserati   | 73   | Non classificato | 14      |       |
| Ret | 4  | Jim Clark       | Lotus 33 -Climax        | 60   | Sospensioni      | 1       |       |
| Ret | 10 | Jochen Rindt    | Cooper T81 -Maserati    | 56   | Motore           | 7       |       |
| Ret | 14 | Jo Siffert      | Brabham BT11-BRM        | 35   | Frizione         | 13      |       |
| Ret | 6  | Mike Spence     | Lotus 25/33 -BRM        | 34   | Sospensioni      | 12      |       |
| Ret | 7  | Jack Brabham    | Brabham BT 19-Repco     | 17   | Cambio           | 11      |       |
| Ret | 17 | John Surtees    | Ferrari 312             | 16   | Trasmissione     | 2       |       |
| Ret | 8  | Denny Hulme     | Brabham BT11/22-Climax  | 15   | Trasmissione     | 6       |       |
| Ret | 2  | Bruce McLaren   | McLaren M2B-Ford 406 V8 | 9    | Perdita olio     | 10      |       |
| Ret | 15 | Bob Anderson    | Brabham BT11-Climax     | 3    | Motore           | 8       |       |

## Statistiche

### Piloti
- 2ª vittoria per Jackie Stewart
- 1º giro più veloce per Lorenzo Bandini
- 50º Gran Premio per John Surtees
- 1º Gran Premio per Guy Ligier

### Costruttori
- 13° vittoria per la BRM
- 30ª pole position per la Lotus
- 1º Gran Premio per la McLaren

### Motori
- 13° vittoria per il motore BRM
- 1º Gran Premio per il motore Repco

### Giri al comando
- John Surtees (1-14)
- Jackie Stewart (15-100)

## Classifiche Mondiali

### Piloti
| Pos | Pilota          | Punti |
| --- | --------------- | ----- |
| 1   | Jackie Stewart  | 9     |
| 2   | Lorenzo Bandini | 6     |
| 3   | Graham Hill     | 4     |
| 4   | Bob Bondurant   | 3     |

### Costruttori
| Pos | Costruttore | Punti |
| --- | ----------- | ----- |
| 1   | BRM         | 9     |
| 2   | Ferrari     | 6     |